# Dariusz Adamczuk
Dariusz Adamczuk (ur. 21 października 1969 w Szczecinie) – polski piłkarz grający na pozycji obrońcy i pomocnika, reprezentant Polski.

## Życiorys
Karierę rozpoczynał w sezonie 1987/1988 w zespole Pogoni Szczecin. Następnie grał w Eintrachcie Frankfurt, Dundee F.C., Udinese Calcio, CF Os Belenenses, Pogoni, ponownie Dundee F.C. Przed sezonem 1999/2000 przeniósł się do Rangers, skąd został na rundę jesienną sezonu 2001/2002 wypożyczony do Wigan Athletic F.C. W rundzie wiosennej powrócił do Glasgow, gdzie spędził jeszcze dwa sezony, ale nie rozegrał już żadnego meczu. Karierę zawodową zakończył w 2002.
Jest dwukrotnym zdobywcą Pucharu Szkocji (1999/2000, 2001/2002) oraz mistrzem Szkocji (1999/2000) z Rangers.
W polskiej ekstraklasie rozegrał 49 spotkań, bez strzelonego gola.
W 2006 na jeden sezon powrócił na boisko – wraz z Grzegorzem Matlakiem był współzałożycielem i zawodnikiem drużyny piłkarskiej Pogoń Szczecin Nowa, która występowała w B-klasie. Następnie, do czerwca 2008, był wiceprezesem zarządu Pogoni Szczecin. 20 czerwca 2010 w wyniku braków kadrowych II zespołu Pogoni Szczecin spowodowanych młodzieżowymi mistrzostwami Polski, wystąpił jako kapitan w meczu z Masovią Maszewo. Opuścił boisko w 63 min z powodu kontuzji.
W latach 2012–2016 występował w grającej najpierw w A-klasie, a następnie w klasie okręgowej Mewie Resko, strzelając 14 bramek w 65 meczach.
Pełni funkcję szefa pionu sportowego oraz prezesa Akademii Piłkarskiej Pogoni Szczecin. W kwietniu 2021 został członkiem zarządu klubu. Funkcję szefa pionu sportowego pełnił do 15 kwietnia 2025.

## Reprezentacja Polski
Z reprezentacją Polski zdobył wicemistrzostwo olimpijskie w Barcelonie w 1992, jednak w meczu finałowym z Hiszpanią pauzował z powodu żółtych kartek. W kadrze narodowej wystąpił w 11 meczach i zdobył 1 gola w 36 minucie eliminacyjnego meczu do mistrzostw świata w 1994, przeciwko Anglii (29 maja 1993, 1-1).
| lp. | Data                 | Miejsce   | Przeciwnik | Rezultat | Rozgrywki       | Grał   | Uwagi        |
| --- | -------------------- | --------- | ---------- | -------- | --------------- | ------ | ------------ |
| 1.  | 19 maja 1992         | Salzburg  | Austria    | 4-2      | towarzyski      | 90'    |              |
| 2.  | 26 sierpnia 1992     | Jakobstad | Finlandia  | 0-0      | towarzyski      | od 55' |              |
| 3.  | 14 października 1992 | Rotterdam | Holandia   | 2-2      | elim. MŚ 1994   | 90'    | Żółta kartka |
| 4.  | 13 kwietnia 1993     | Radom     | Finlandia  | 2-1      | towarzyski      | 90'    |              |
| 5.  | 29 maja 1993         | Chorzów   | Anglia     | 1-1      | elim. MŚ 1994   | 90'    | Gol          |
| 6.  | 8 września 1993      | Londyn    | Anglia     | 0-3      | elim. MŚ 1994   | do 78' | Żółta kartka |
| 7.  | 27 października 1993 | Stambuł   | Turcja     | 1-2      | elim. MŚ 1994   | 90'    |              |
| 8.  | 17 listopada 1993    | Poznań    | Holandia   | 1-3      | elim. MŚ 1994   | 90'    | Żółta kartka |
| 9.  | 3 marca 1999         | Warszawa  | Armenia    | 1-0      | towarzyski      | od 46' |              |
| 10. | 31 marca 1999        | Chorzów   | Szwecja    | 0-1      | elim. Euro 2000 | od 83' | Żółta kartka |
| 11. | 18 sierpnia 1999     | Warszawa  | Hiszpania  | 1-2      | towarzyski      | do 88' | Żółta kartka |